# Loi limitant les activités pétrolières et gazières
 (avril 2024).
Si vous disposez d'ouvrages ou d'articles de référence ou si vous connaissez des sites web de qualité traitant du thème abordé ici, merci de compléter l'article en donnant les références utiles à sa vérifiabilité et en les liant à la section « Notes et références ».
Lire en ligne

Loi limitant les activités pétrolières et gazières

La Loi limitant les activités pétrolières et gazières est une loi québécoise qui interdit les activités et les travaux liés aux activités d’exploration et d’exploitation des hydrocarbures dans l’estuaire et le fleuve Saint-Laurent en amont de l'île d'Anticosti.
La loi interdit l'exploration et d’exploitation des hydrocarbures à ouest du méridien de longitude 64°31'27" dans le Saint-Laurent où sur les îles qui s'y trouvent. 